# Webový komiks

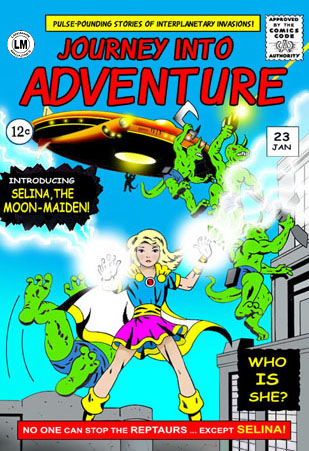

Webový komiks je komiks, který je publikován výhradně nebo především na webu. Obvykle se skládá ze stripů nebo stránek jiného tvaru ale podobného rozsahu. Stripy nebo stránky mohou vycházet pravidelně (jednou denně, jednou týdně, pondělí-středa-pátek, …) i nepravidelně (po delším čase bez aktualizace může vyjít i několik najednou, pod aktuálním komiksem ale bývá upozornění).
Webové komiksy se dělí na „stripové“, tedy takové ve kterých je každý strip nezávislý podobně jako v případě klasického novinového stripu a obvykle má humorné téma, a na dějové, tedy takové ve kterých na sebe stripy dějově navazují a formují delší příběh. Hranice není ostrá: komiksy zaměřené na delší příběh mohou vkládat nezávislé stripy třeba i reagující na nedávné události nebo dokonce „výplňové“ stránky zcela bez děje (nejčastěji obrázek některé z hlavních postav), naopak komiksy zaměřené na nezávislé stripy mohou čas od času nasadit příběh táhnoucí se přes několik stripů.
Úspěšné webové komiksy mohou být později vydané jako komiksové knihy. Naopak klasické papírové novinové stripy mohou mít archív na webu.

## Příklady

### „Stripové“
- Bugemos (český)
- Cyanide and Happiness  Archivováno 16. 5. 2008 na Wayback Machine.
- Dilbert  Archivováno 10. 5. 2007 na Wayback Machine.
- Garfield
- ExtraLife
- Perry Bible Fellowship
- Piled Higher and Deeper (PhD.)
- Qejci (český)
- Red Meat
- Ronaldův svět (český)  Archivováno 28. 4. 2010 na Wayback Machine.
- Studentův komiksový strip (tzv. "ČVUT komiks") (český)
- Komiks (český)
- User Friendly
- xkcd  (česky na )
- Komiks TMA (český)
- Kain Problem Strikes Back (český)  Archivováno 4. 9. 2010 na Wayback Machine.
- Žbrb (český)
- Korektor (český)
- Opráski sčeskí historje (český)

### Dějové
- Drowtales
- Earthsong
- Rogues of Clwyd Rhan
- Žahour a Kundráp (český)  Archivováno 19. 2. 2008 na Wayback Machine.
- Asheron (český)
- Dračí Hrdinové (český)
- Sausmrd (český)
- Svět bez jména (český)
- Biotopia - Svitek a čaj (český)
- Westgard (český)
- Hůlkový řád
- Johny Bouchačka (český)